# Сан Кирико Рапаро (Потенца)
Сан Кирико Рапаро (итал. San Chirico Raparo) је насеље у Италији у округу Потенца, региону Базиликата.
Према процени из 2011. у насељу је живело 1101 становника. Насеље се налази на надморској висини од 837 м.

## Становништво
Према резултатима пописа становништва 2011. у општини је живело 1.161 становника.
| 1931. | 1936. | 1951. | 1961. | 1971. | 1981. | 1991. | 2001. | 2011. |
| ----- | ----- | ----- | ----- | ----- | ----- | ----- | ----- | ----- |
| 2.766 | 2.839 | 3.249 | 3.091 | 2.438 | 1.779 | 1.695 | 1.304 | 1.161 |